# 内視鏡的粘膜下層剥離術
内視鏡的粘膜下層剥離術（ないしきょうてきねんまくかそうはくりじゅつ、英endoscopic submucosal dissection：ESD）とは内視鏡治療の一つ。

## 歴史
日本が世界に先んじて発展させてきた治療技術である。
「EMR」より広範囲の病変切除の方法が模索され、1982年に平尾雅紀（北海道勤労者医療協会勤医協中央病院）らが「ERHSE」法を報告
して以降、様々な方法 が提案されていった。
現型のESDのモデルとなったのは、1996年に国立がんセンター内視鏡部、細川浩一・小野裕之よりITナイフを用いた手法 が報告され、その後、小野裕之（国立がんセンター→静岡がんセンター）・後藤田卓志（国立がんセンター→東京医科大学准教授）、小山恒男(佐久総合病院）、矢作直久（虎の門病院→慶應義塾大学教授）、豊永高史（岸和田徳洲会病院）、山本博徳（自治医科大学）ら全国の有志によって発展し、確立してきた。
2007年に早期胃癌に対するESDが保険医療の適応を受け、その後、2008年に早期食道癌が続いて保険適応認定され、日本全国の医療機関で行われるようになってきた。2012年4月からは大腸のESDも保険適応となっている。

## 適応
基本的に原発病変切除のみであるため「リンパ節転移の無い、進達度の浅い早期の病変」が治療適応対象。現在保険適応となっているのは、早期食道癌、早期胃癌、早期大腸癌である。早期大腸癌は2009年より2010年まで先進医療に指定されていた。また武藤学（京都大学）らによって早期咽頭癌に対しても行われている。食道癌・胃癌・大腸癌のみならず咽頭癌でも術後機能が温存され、良好な経過が多くみられている。

## 手技
現在、病変の臓器・形態によって、様々な手段・方法が存在し一概に記述は困難であるが、一般的に多く行われる手技について以下に紹介する。
- 病変部を確認し、色素散布を行い、病変を鮮明にし、切除境界を考慮して行く。
- 病変部よりやや間隔をとり、高周波器具を用いて切除範囲のマーキングを行う。
- 粘膜下層に局注液を注入し、人工的に浮腫を起こさせ、粘膜病変部を隆起させる。
- マーキングを目標に病変奥側から切開を開始し、粘膜下層を切除し病変を剥離させていく。
- 剥離した潰瘍面の血管・出血部位に対して十分な止血処置を施行していく。

## 器具
現在、様々な器具が開発されてきているが、主に広く用いられる器具は以下の通り。ほぼメーカーの独占商品名でもある。

### 切除器具
- ニードルナイフ（needle knife）
- ITナイフ（insulation tipped knife）シリーズ：オリンパス

現型のESDを広く普及させることとなった処置器具　国立がんセンター内視鏡部、細川・小野・後藤田らにより開発
- フックナイフ（Hook knife）：オリンパス

小山恒男らによって開発
- フラッシュナイフ（Flush knife）：富士フイルム

豊永高史らによって開発。送水機能を持つため、洗浄、局注が術中に可能という長所を持つ。
- デュアルナイフ（Dual knife）：オリンパス

矢作直久らによって開発。
- STAG　BEETLEナイフ (SB knife）：住友ベークライト販売・リバー精工開発

本間清明(日本海総合病院)らによって開発
- ムコゼクトーム (Mucosectom) HOYAペンタックス

河原祥朗(岡山大学)らによって開発
- Safe Knife

山本博徳(自治医大)らによって開発
- クラッチ・カッター (Clutch Cutter)

赤星和也らによって開発 :富士フイルム

### 高周波器具
- VIO ：ドイツERBE社
- ICC ：ドイツERBE社
- ESG ：日本オリンパス社

### 局注液
- ムコアップ®：ジョンソン・エンド・ジョンソン → ボストンサイエンティフィックへ販売移管。

ヒアルロン酸粘膜下注入剤　山本博徳(自治医大)らによって開発　粘膜膨隆維持に優れESDを安全に普及させることとなった。
- ケイスマート®:キューピー製造・オリンパス販売

ヒアルロン酸粘膜下注入剤
- リフタルK: カイゲンファーマ製造販売のアルギン酸ナトリウム粘膜下注入材。[12][13]
- インジゴカルミン注20mg「AFP」:第一三共→アルフレッサファーマ製造販売[14]

## 合併症
偶発合併症には以下が存在する。

### 穿孔
ESDは粘膜表層の広範囲の切除を行う手術処置であるが、より下層を切除してしまう可能性があり、粘膜を穿き切れば穴が空いてしまう。
多くの場合、内視鏡的穿孔部縫合術が施行され、保存的経過観察とされる。ごく稀に縦郭・腹腔に炎症が生じてしまったような場合で手術的加療がなされることもある。

### 出血
人工的に潰瘍を作るような治療のため出血が生じることがある。主に内視鏡的止血術施行にて対処される。

## 参考書籍
- ESDのための胃癌術前診断 ISBN 978-4524250967
- ESDアトラス―処置具の選択と部位別攻略法 ISBN 978-4307101349

## 関連
- 消化器学
- 内視鏡
- 内視鏡的粘膜切除術 (EMR)
- 腹腔鏡内視鏡合同手術（laparoscopy endoscopy cooperative surgery：LECS）
- 非穿孔式内視鏡的胃壁内反切除術 (Non-exposed Endoscopic Wall-inversion Surgery; NEWS)